# Kostolná Ves
Kostolná Ves (Hongaars: Kisegyházas, Duits: Kostolnadorf) is een Slowaakse gemeente in de regio Trenčín, en maakt deel uit van het district Prievidza.
Kostolná Ves telt 487 inwoners.